# 大和久保美
大和 久保美（やまと くぼみ、1991年8月12日 - ）は、福岡県久留米市出身の女子競輪選手。日本競輪選手会青森支部所属（当初は福岡支部所属）、ホームバンクは八戸自転車競技場。日本競輪学校（当時。以下、競輪学校）第102期生。師匠は橋本拓実（56期）。本名は千澤久保美。

## 経歴
久留米工業高等専門学校中退。中学時代から陸上競技中長距離をやっていた。ガールズケイリンの募集を見て自転車で稼ぐチャンスだと思い競輪選手になったという。
2011年2月25日、競輪学校第102回技能試験に合格。在校競走成績は24位（2勝）。
2012年7月1日、平塚競輪場でデビューし7着。初勝利は同年10月24日の向日町競輪場で挙げた。
2015年4月、同じ競輪選手の千澤大輔（95期）との結婚を発表。7月17日付けで登録地を青森に変更したが、登録名は旧姓・大和のままとした。
2018年、長男出産。
一度復帰したが、2人目を妊娠したため2022年11月より長期欠場。その後出産、子育ても落ち着いたため、2024年7月16日からの佐世保FII（ミッドナイトGIII）で二度目の産休明け復帰を迎えた。